# Kénos
Kénos (románul Chinușu) falu  Romániában Hargita megyében. Közigazgatásilag Homoródszentmártonhoz tartozik.

## Fekvése
Kénos Székelyudvarhelytől mintegy 12 km-re fekszik, a Nagy-Homoród völgyében. A belsőségen, 40 hold területen 1908-ban négyszáz birtoktestet jegyeztek fel. Belterülete szűkösen húzódik meg az Őr-hegy lábánál levő kis völgykatlanban. Tavasztól őszig a Cseresznyés-oldalban levő sűrű gyümölcsfáktól csak a templom tornya látszik, míg a házak némelyike az Őr-hegy lábához tapad. A templom közelében mért tengerszint feletti magasság 639 méter. A falu a halmazos településszerkezetet mutatja, a belsőség a határtest déli részét üli meg. A falu két részre oszlik: Felszeg és Alszeg. A kettő közötti határ a kultúrotthonnál húzódik. Különleges kuszált utcahálózata egyedülálló a Homoródok mentén. Utcái keskenyek és mindenik a központból, a falu magjától a domboldalra fut. Így a Köves út (kifelé a római út felé tart), a Pap utcája, a Temető út (az udvari kert felé vezet), a Kilső vagy Külső utca (az autóbusz-megálló felé vezet), az Alsó utca vagy Alszeg utca, a Tanító utcája (zsákutca), a Belső utca, a Felső utca. Az alábbi kénosi mondásnak hitele van: „Eltévedt, mint a degenyeges Kénosban.” Mindez a kusza utcahálózatra utal. A tekervényes utcákon haladva az estefelé beverődő, degenyeget (szekérkenő anyagot) áruló atyafi csak a következő reggel tudott szekerével és portékájával a főútra visszatérni.

## Nevének eredete
A falu nevének eredete tisztázatlan. Orbán Balázs A székelyföld leírása című munkájában, hivatkozva a Csíki Krónikára, említi, hogy „a Főharkásznak nevezett öregebb Gyula itt lakott, és itt végeztettek ki a rabonbáni korban a nemzet törvényei ellen vetkezők.”  Továbbá lábjegyzetében olvashatjuk a Tudományos Gyűjtemény című folyóirat, 1835. évfolyam 3. kötetéből idézett részt: „Ha valaki az ezen módulag hozott törvényt áthágta, az a rabonbán áldozata előtt, a rabonbán és a nép szemeláttára, béle felhasittatván, megöletett. Ez a szokás idővel annyira csinosabbá változott, hogy a szomszéd völgybe napkeletre rendeltetett a kinzás és vesztés helye, hol azután közel egy kis falu épülvén, a mai napiglan is Kinosnak vagy Kénosnak neveztetik.” Orbán Balázs említi hogy a „Kénosba települt Sándor István főrabonbánnak az idegen származású Katalintól született Gergely nevű fia is, ki a Csíki krónika szerint Kenurt (Kenus helyett) az elhalt rabonbán földjét, ahol Apold (Upolet) a rabokat kínoztatta, nyerte el. Az ide telepített Sándor Gergely alapította [Kénost].”  Itt nem szabad megfeledkeznünk a Veresmartról, a falu nevének eredetével összekapcsolódó „szikláról”, mely magasan tornyosul a falu fölött. Szintén Orbán Balázs említi, hogy valamikor ennek a „sziklának” a neve Véresmart volt, hiszen e hely körül végezték ki a rabokat és innen a név. Ma már ez a név átalakult, és lett Veresmart.
Murádin László a Homoród mente településnevei című dolgozatában személynévből magyar névadással keletkezett falunévként említi a Kénos eredetet: „A kínos (székely nyelvjárási kénos) közszóból keletkező Kynus személynevet is ki tudunk mutatni már 1211-ből.”

## Története
Először 1567-ben emlegetik az írások, KENOS néven. A regestrum 11 kapuval jegyzi. 1631-ben a templom körül építendő várfalról van szó az írásokban. Ebből lehet következtetni, hogy már korábbról van temploma. 1651-ben a források templomépítésről beszélnek. Az előbbi adatokat nézve, valószínű a templom erődítésére vonatkozik ez az időpont. Ekkor még fatornyos, 1762-ben építenek hozzá kőtornyot. Az erődítmény az óta már lepusztult. A templom és a torony jelenleg külön épületegyüttest képez, ami szintén középkori eredetére enged következtetni. Jelenleg a torony oldalán az áll, hogy „Építették 1846-ban”. A templom belső jellegzetességei a festett padelők, amelyeket Nyitrainé Deák Berta festett az ’50-es években. Orgonája műemlékorgona, melyet Jakab Lajos egyházi patrónus vásárolt az egyházközség részére 1845-ben. Jelenleg használhatatlan. Az első rend fémsípjai teljesen hiányoznak, melyeket valószínűleg az első világháború idején vittek el és olvasztottak be.
A harangokat 1775-ben vásárolták. A következő felirat olvasható rajta: „Kénosi Unitaria Ekklezsia Öntette Isten ditsöségére Tőzsér István kurátorságában.”

## Társadalmi állapota egykor és ma
A 17., valamint a 18. században Kénos a vegyes társadalmú falvak típusába sorolható be, mivel többféle társadalmi réteg lakta. Ez azért érdekes, mert egy kis területen belül különböző kisközösségek éltek együtt. A különböző kategóriájú társadalmi rendek alkották a faluközösséget. Így a mindennapi élet csak úgy válhatott lehetővé, ha mindegyik közösség megtartotta a falu írott vagy íratlan törvényeit. Ez a szokásrend szabályozta a határhasználat módját, a szomszédsági viszonyokat, a közföldek használati rendjét és a kihágásokért járó büntetést. 1614-ben a faluban 24 család lakik, melyből lófő 5, gyalog 2, szabados 7, jobbágy 7, zsellér 3. Orbán Balázs munkájában említi, hogy az 1670-es években már lakik nemes Kénosban, „a híres Sándor Pál, aki 1679-ben mint követ küldetett a portára, hol azonban a hét toronyba vettetvén, 11 évig raboskodott; midőn egy török pashánál lévő nőrokonának közbenjárása által megszökvén és felgazdagodván, Tököly táborával váratlanul megjött s török öltönyben bekopogtatott őtet sirató és fel nem ismerő nejéhez Kénosba…” Ugyancsak Orbán Balázs említi Gál Ferenc nevezetes ember kúriáját, melynek, az író idejében, már csak romjai láthatóak.  1713-ban 41 család lakik Kénosban, melyből 1 nemes, 20 szabadszékely, 12 jobbágy, 1 zsellér, 7 egyéb. 1750-ben a kénosi családok száma még mindig 41, melyből 1 egytelkes nemes, 16 szabadszékely, 15 jobbágy, 6 zsellér és 3 vándor.
Az idők folyamán sokat változott a falu társadalma, népességszáma. A falu a két világháború közötti időszakban, valamint a sokan „Kismagyarország”-ként emlegetett idő alatt érte el a legnagyobb népességszámot. Idős emberek szerint akkor lehettek ötszázan is a faluban. Az tény, hogy a kommunizmus alatt drasztikusan lecsökkent a falu lélekszáma, többnyire a városokba való költözés (főleg Székelyudvarhely, Brassó, Kőhalom, Csíkszereda) okaként. Az 1992-es népszámlálás idején a faluban 146 személy lakott. A nagy családnevek közül érdemes megemlíteni a Fórisokat, a Mózeseket, a Gellérdeket, a Máthékat, a Szabókat, a Sándorokat és a Harkókat.

## Látnivalók
A kénosi unitárius templom belseje

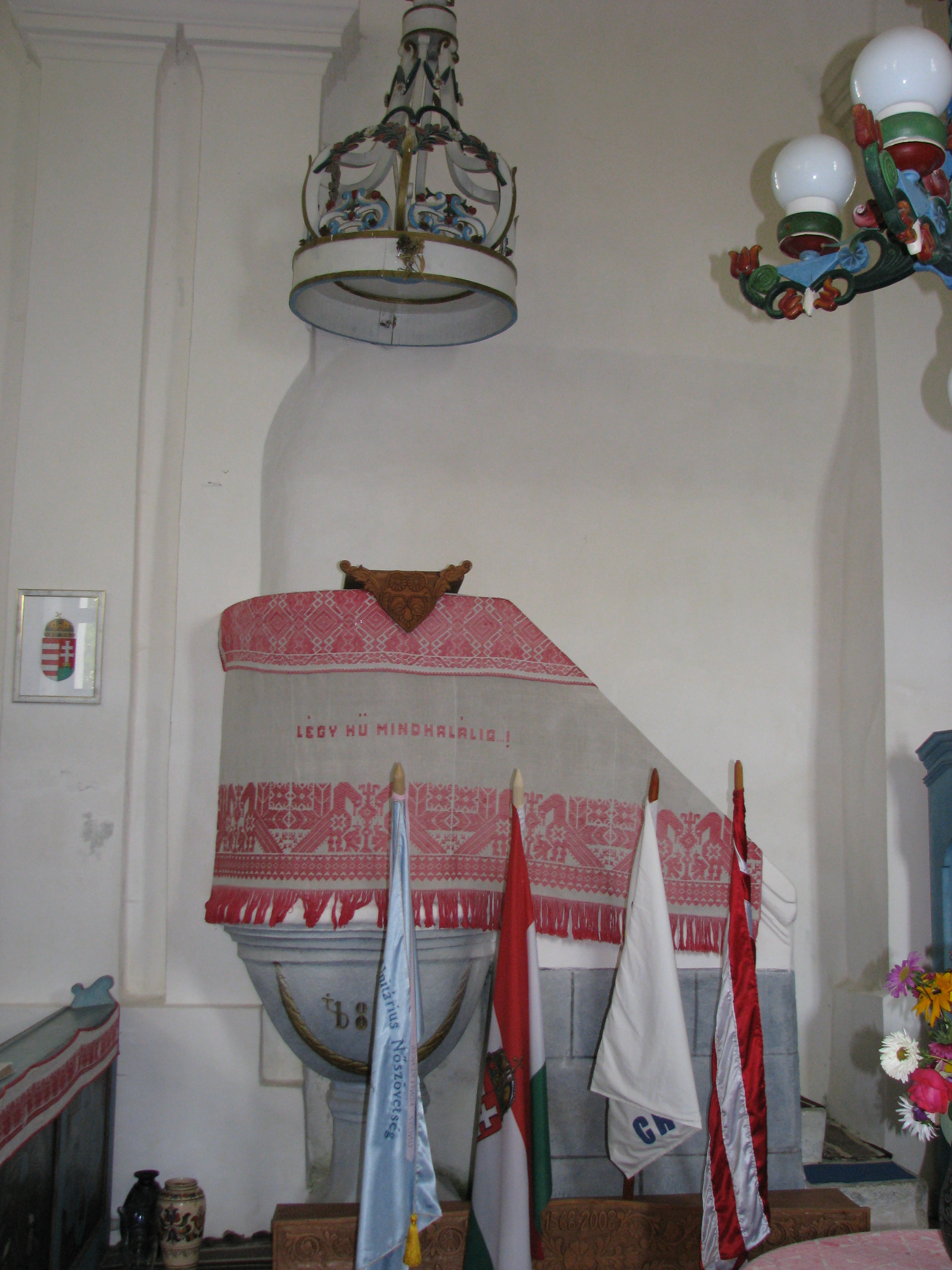
A templom szószéke
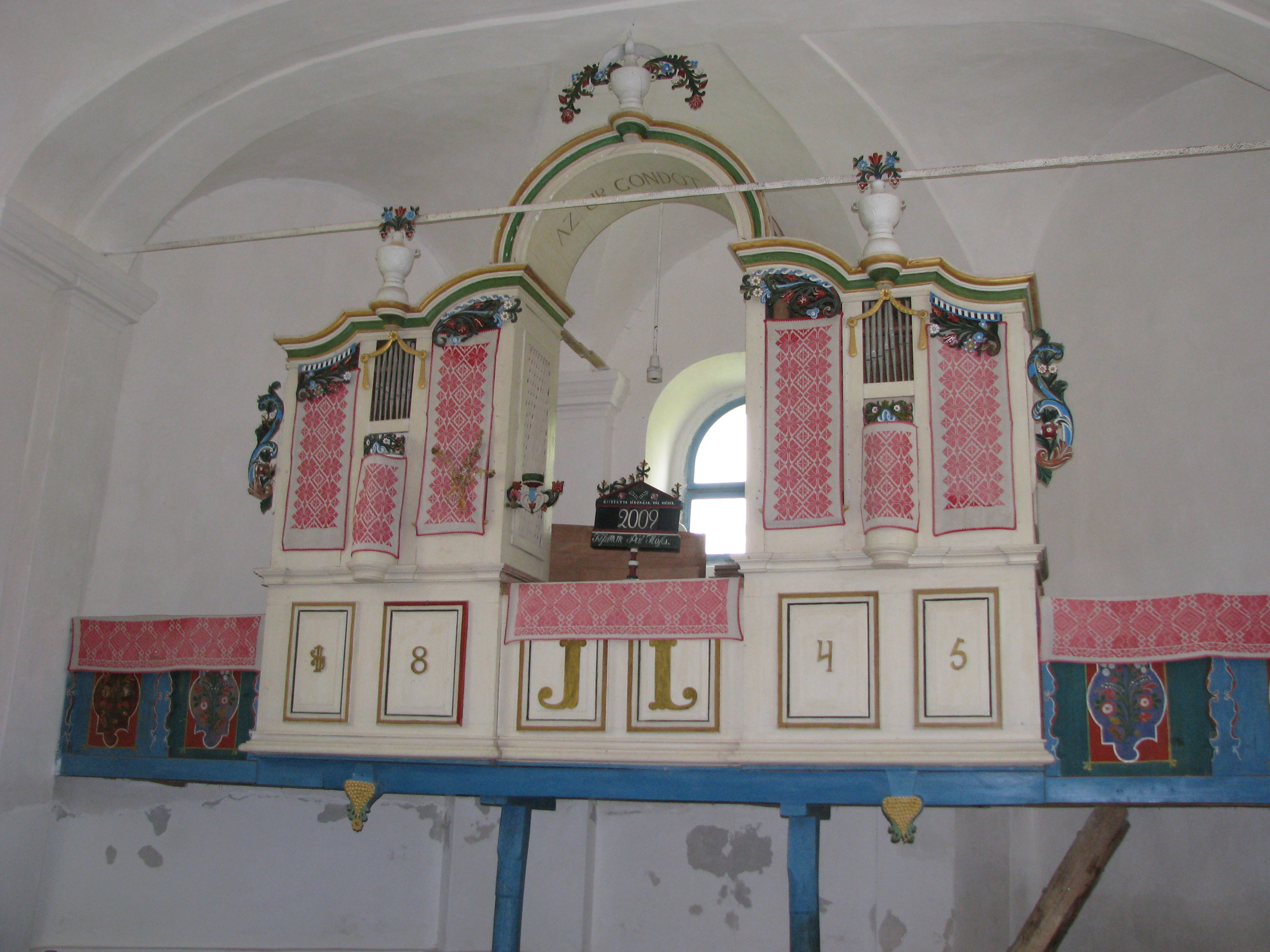
A templom orgonája
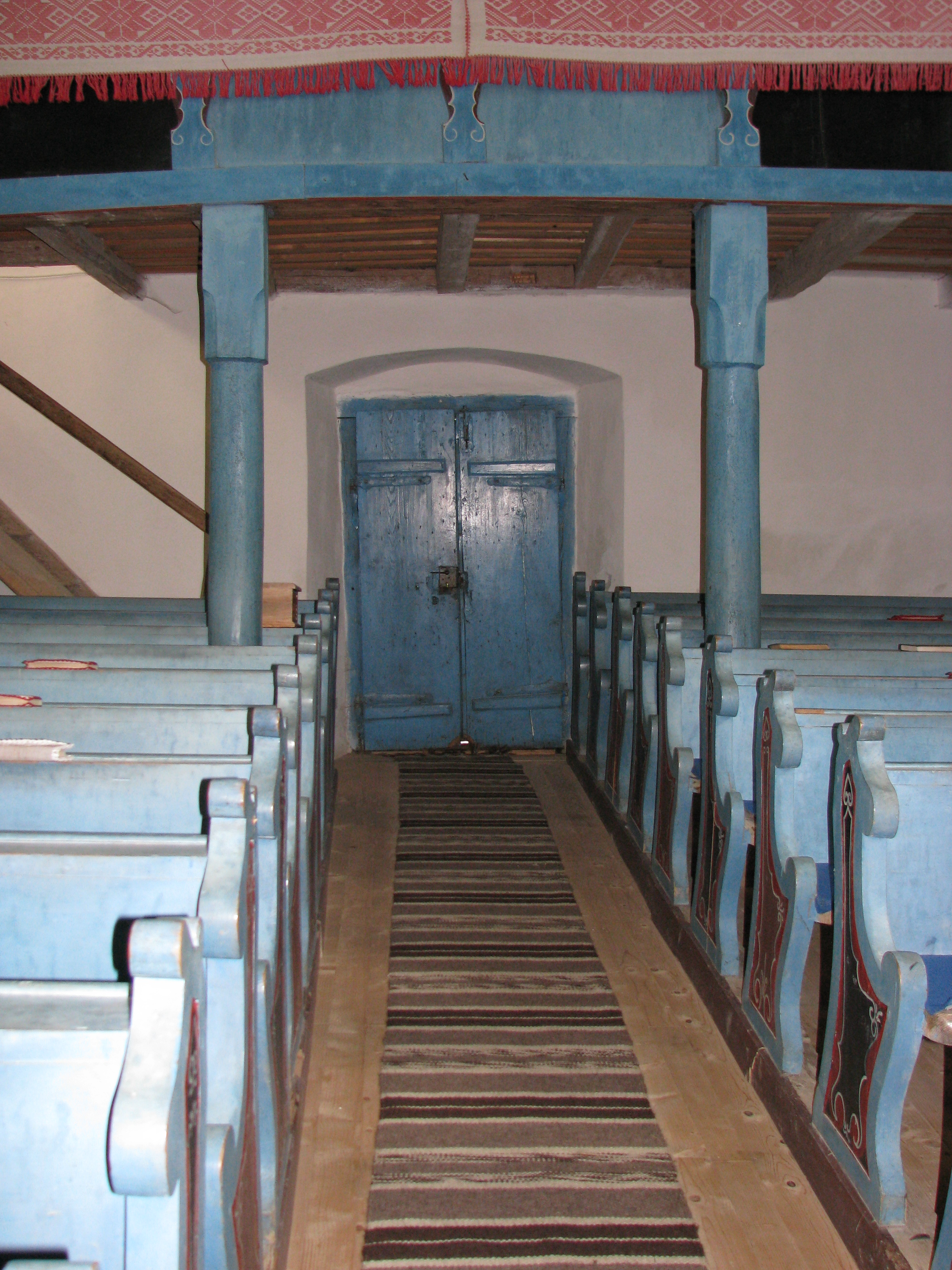
Padsorok

## Népoktatás, oktatás
A középkori népoktatásról kevés adattal rendelkezünk. Csak feltételezni lehet, hogy akárcsak Erdély más vidékein, a Homoródok menti – így Kénosban is – plébániákban is működtek olyan egyházi emberek, akik kántori és egyéb teendőik mellett oktatói feladatokat is elláttak. A reformáció elterjedésével fejlődnek a falusi iskolák is. Adatunk van arról, hogy 1651-ben Kénosnak van mestere (tanítója), igaz, nevét nem tudjuk. Az első név szerint is ismert tanító Ádámosi Tamás, aki 1744–1756 között végezte népnevelő, tanító feladatát.
Átfogó adatok a 18. század végétől vannak a népoktatás állapotáról. Legfőbb forrásaink az esperesi vizsgálószékek alkalmával készült jegyzőkönyvek, a részleges és általános szinódusok (zsinatok) anyagai és az egyházi szervezet különböző fórumainak levéltárai (például az Erdélyi Unitárius Püspöki Levéltár), a Kénosi Egyházközség levéltára. A 18., valamint a 19. században a következő tanítok működtek Kénoson: Csép Mártom 1756-1764, Bartha József 1764-1780, Almási János 1780-1782, Albert János 1782-1789, Bakó István 1789-1795, Vitais ? Zsigmond 1795, Marosi István 1795 -1800, Antonya Pál 1800-1823, Guido János 1823-1825, Szabó Mihály 1825-1839, Jakab János 1839-1845, Szabó Mihály 1845-1867.
A kommunizmus során megváltozott az oktatás jellege. Központosított rendszerrel működött. Mint ma, a kénosi iskola a homoródszentmártoni iskolához tartózott és tartozik. Az idők során a diákok száma is lecsökkent. Sajnos ma már három diákkal tengődik a kénosi iskola, igaz szakképzett tanerővel.

## Néphagyományok, szokások
Kénoson két szokást, néphagyományt érdemes megemlíteni: a regölést és az óévbúcsúztatót, valamint az újévköszöntőt.
A regölésre karácsony első napján este kerül sor és mindenik új házast felkeresik a regölni járók, azaz a regesek. Valamikor a regesek két külön csoportban jártak: külön a legények, tizennyolc-húsz évtől, külön a házasemberek, harminc-harmincöt évtől. Ma már a csekély lélekszám miatt a fiatalok és idősebbek egy csoportot alkotnak. A vezetőt hívják beköszöntőnek, aki a megregölt háznál mondja a köszöntőt. Este hat-hét óra körül indulnak útnak a regesek. A reget, ahogy Kénoson mondják, a kapun kívül kezdik, majd az ajtó előtt folytatják és fejezik be. A regeseket házpálinkával, kaláccsal kínálja a fogadó család. A regölés az Úristennek szent fia című unitárius egyházi ének eléneklésével fejeződik be. A regölés az 1950-es évek után, a kommunista rendszer „jóvoltából” visszaszorítódott, lassan-lassan elmaradt az emberek életéből. Csak 2000 után sikerült újból a hagyományt feleleveníteni.
A másik, mondhatni vallásos szokás Kénosban az óévbúcsúztató és az újévköszöntő. Az esztendő utolsó estéjén a falu lakossága a templom udvarára gyűl, ott „elénekelik az óesztendő utolsó napjára való zsoltárt; a pap a toronyba hág, onnan rövid beszédet és könyörgést mond, mire eljövén az éjfél, a nép rágyújt az újévi zsoltárra; a fiatalság a papot haza kíséri; megköszöni ezen szívességből tett közreműködést, s aztán szétoszolva, reggelig mulatoznak, hogy az újévet ébren kezdjék. Ezen szokás néhány év óta magától keletkezett, a népéletből fejlett ki, s már is a szomszéd unitárius falukban terjedni kezd…” Ma már kissé másképpen ünnepelik a jeles eseményt. A templom tornyában a falu egyik idős embere búcsúztatja az óévet, valamint egy fiatalember köszönti az újévet, miután a helybeli lelkész elvégzi óév végi áhítatát a templomban.

## A kénosi írott folklór
Mondhatni gazdag írott néphagyománnyal rendelkezik Kénos. Számos pástílus, úgynevezett búcsúztató ballada, halotti búcsúztató, helyi monda, anekdota, verses szövegek, hiedelemtörténetek találhatóak meg.
Az egyik búcsúztató ballada, mely Szabó Mihály homoródalmási kéziratos énekeskönyvében található meg, 1833. július 15-i keltezéssel ellátott. Címe: Kénosi Máté Mihályné és Leánya Susánna. Témája: Máté Mihályné és lánya, Zsuzsánna a villámcsapás áldozata. Nyomtatott szövege megtalálható Faragó József tanulmányában.
Számos pástílus született Kénos földjén. Faragó József gyűjtött egy párat Kénosból 1958 decemberéből a következő személyektől: Gál Mózes, Máthé Imre, Pál Mózes, Sándor Ferencné Mózes Vilma.
A Kihajlott már a diófa című pástílusban Gellérd Samu házasságáról szerzünk tudomást. A gúnyvers témája valamikor az 1870-1880-az években történt. A legény két leánynak udvarolt: az egyik az agyagfalvi születésű Veres Mári, a kénosi papék szolgálója, a másik a kénosi fogadósné lánya, akinek neve feledésbe merült. Emre András falubíró és a felesége Márit pártolta és az ő férjhez menését egyengette, így a gúnyvers szerzői valószínű a fogadósné lányának pártolói közül kerülhettek ki. Ezt a hagyományt a vers szövege nem mindenben igazolja: vagy a szöveg módosult, romlott, vagy az eseményekre nem emlékeznek pontosan. A vers utolsó soraiban a kénosi esketés után a násznép az új asszony falujába, Agyagfalvára indul.
Kihajtott már a diófa,
Foj a Samu lakodalma.
- Mári, míg a papnit laktál,
Szép piros arcát hordoztál,
Mihóta a papnul kikoptál,
Ojan lettél arcáddal,
Mind a kabala farkával. –
Emre Andrásné őtözködik
Az a haricska kéve lánya tepzölődik,
Úgy illik a koszorú a fejire,
Mind egy nagy lófasz a seggibe.
Emre Andrásné haragszik,
Hogy a fogadósnét mé viszik,
Pedig az ügyesebb asszon vóna,
Met annak az óra varas nem vóna,
Emre András falusbíró
Úgy evez elől, mind egy holló.
- No csak fiak, menjünk ki a hegyre,
Ott üljünk fel a szekérre,
Menjünk el Agyagfalára,
Met várnak ott állatjába.
Egy másik gúnyverset az 1920-as évek elején elhalálozott Tódor Sándor írt, a szövegből kitetszően 1899. december 29-e után, vagyis 1900 első napjaiban. A történet tréfamestere, „Hazug” Harkó Pista a faluban annyira emlékezetes maradt, hogy még ma is többen, ha valaki hazudik, hazug Harkó Pistának nevezik. A rászedett bíró, Mózes Dénes nagyon „krajcáros féle” ember volt: „Egy krajcárért két kecskét kitaszítana a küs hegyre”, de nemcsak ő, hanem rokonsága is osztozott vele a kapzsiságban. A gúnyversben ő, valamint rokonai vonulnak fel nagy számban. Az íróról még annyit, hogy számos gúnyverset írt, de feledésbe merültek. A meglévő szöveget Sándor Márton keltezetlen kézirata nyomán Faragó József örökítette meg.
A verses és prózai halotti búcsúztatók sorából érdemes megemlíteni Bálint Balázs kénosi kántor-tanító felett, a szerző, Pálffy Ákos kántor-tanító által elmondott szerzeményét.
A helyi mondák sorában említem meg „A kénosi feleség találkozása Segesváron török fogságba hurcolt, halottnak hitt hazatérő férjével” című mondát, melyről Orbán Balázs ad tudósítást munkájában.
Az anekdoták köréből emelném ki a következőket: esőleső molnár Kénoson, molnár bosszantása Kénoson, a degenyeges Kénos utcáin.
Jánosfalvi Sándor István a Székelyhoni utazás… című munkájában  tesz említés egy kénosi népdalról is, melynek címe: Kénos végén van egy malom,/ Bánatot őrölnek azon… .
Végezetül, pedig egy Kénosról elterjedt csúfolót említenék meg, mely szerint „Kénos termései: kulcsos dió, keserű cseresznye, vad ember.”

## Híres emberek
- Itt született Kénosi Sándor Pál, aki 1679-ben portai követ volt.
- Itt született 1707-ben Tőzsér János az erdélyi unitáriusok történetének kutatója.